# 討論 三島由紀夫vs.東大全共闘―美と共同体と東大闘争
『討論 三島由紀夫vs.東大全共闘―美と共同体と東大闘争』（とうろん みしまゆきお ばーさす とうだいぜんきょうとう びときょうどうたいととうだいとうそう）は、三島由紀夫と東大全共闘との討論会。晩年の三島の思想や貴重な肉声を今日に伝える「伝説の討論」として今なお語り継がれている。。1969年（昭和44年）5月13日の火曜日の午後2時頃より、東京大学教養学部900番教室の会場に集まった約一千人の学生と約2時間半にわたって討論が行われた。主催は東大全学共闘会議駒場共闘焚祭委員会（代表・木村修）で、前日の5月12日から「東大焚祭」が開催されていて、13日に三島が招かれた。
討論会の模様を収めた単行本は同年6月25日に新潮社より刊行され、ベストセラーとなった。文庫版は2000年（平成12年）7月に角川文庫より刊行されている。

## 討論内容
「われわれはキチガイではない」（文庫版では「目の中の不安」とタイトル変更）、「自我と肉体」、「他者の存在とは？」、「自然対人間」、「階級闘争と〈自然〉に帰る闘い」、「ゲームあるいは遊戯における時間と空間」、「持続と関係づけの論理」、「天皇と民衆をつなぐメンタリティ」、「〈過去・現在・未来〉の考え方」、「観念と現実における〈美〉」、「天皇とフリー・セックスと神人分離の思想」、「ものとことばと芸術の限界」、「〈天皇・三島・全共闘〉という名前について」、「われわれはやはり敵対しなければならぬ」の14のテーマにわたり、激しく討論が行われた。

## エピソード
三島由紀夫が到着する30分前から学生による前説が行われており、場内や玄関は既に満員だった上に何の案内もなく、三島はどこから入ってよいのか分からず、しばし手持ち無沙汰であったという。三島はその時の模様を次のように語っている。
また論争後半で、のどが渇いて水を注文したが、手元へ届くのに20分もかかったことに関連し、以下のように討論の感想を語っている。
なお、事前に警視庁から警護の申し出があったが、三島はこれを断り、知人や楯の会の同行者もいらないと、腹巻に短刀と鉄扇を忍ばせ単身で敵陣に赴いた。全共闘らが「三島を論破して立往生させ身ぐるみを剥ぎ、舞台の上で切腹させる」と嘯いていたことが伝わっていたため、三島は、もし暴力を振るわれ、男子たるもの辱めを受けるようなことがあった場合、その場で自刃する覚悟で短刀を持って行くと言っていたとされる。
楯の会会員の持丸博や森田必勝ら10人は「もし、先生に指一本でもさわったら、われわれが黙っていない」と、三島には内密に会場へ潜伏し、護衛のため前から2列目に並んで座っていた。警視庁も不測の事態を予測して、隠密に私服の刑事が会場で聴視していたとされる。

## 反響
この討論会は、当時のジャーナリズムで大きな話題となった。翌日の5月14日付の『サンケイ新聞』は、以下のような三島のコメントを載せた記事を掲載している。
当日の夜にはTBSテレビで討論会の模様が13分間放送された。また、7月には討論の一部が朝日ソノラマよりソノシート発売された。
ベストセラーとなった刊行本の印税は、全共闘と三島で折半され、三島はこのお金で、楯の会会員の夏服（純白の上下）を誂えた。

## 評価・解釈
この討論会の眼目は、全共闘らが、死の原理である行動を〈現在の一瞬〉に賭けきれず、既成左翼の思考ルーティンである〈未来〉へと繋げざるをえない時間意識の呪縛から抜け切れていないところにあり、政治と文学の関係についても既成左翼的な〈政策的批判〉を踏襲するだけで、天皇制に集約される文化の母胎（非合理で非論理な民族的心性）の所在に無自覚であり、日本の歴史と伝統（時間的連続性）に関わる〈日本人の深層意識に根ざした革命理念〉を真に把握できず、それを拒否する姿勢で自ら〈革命理念の日本的定着を弱めてゐる〉ことを三島から指摘されている点にある。
しかし、このように三島と全共闘の思考が平行線で噛み合わなかったものの、この対話が三島にとり〈愉快な経験〉であり、〈天皇と諸君が一言言ってくれれば、私は喜んで諸君と手をつなぐ〉という言葉に連帯の表明がなされていると岩佐壯四郎は解説している。
保阪正康は、全共闘らが三島の論理の本質を最後まで全く把握できなかったし、ある時には、「空間には時間もなければ関係もない」などと言い、三島の術中にはまって、解放区そのものが3分間でも1週間でも続こうが本質的に価値の差はないと答えさせられてしまったり、天皇という名辞が個々の共同幻想の果てにあると、誘いをかけられた時にも、三島のいう天皇の実体を彼らが把握できずに、的外れな質問に終わっていることを指摘している。また、討論会の終盤では、論理の空転だけの経過に倦いて、三島が焦燥感に駆られていることが、二列目で見ていた持丸博には判ったとされる。
保阪は、三島がこの討論会の後で失望を抱いた理由を、全共闘らが「結局、自己の死を賭してまで政治的スローガンを守りぬこうとしない」ことと、「世慣れた口舌と甘えにつうずる挙措」にあり、三島が彼らの「限界」を見抜いていたと解説している。

## おもな刊行本
- 『討論 三島由紀夫vs.東大全共闘〈美と共同体と東大闘争〉』（新潮社、1969年6月25日） NCID BN04196409
  - カバー：討論会風景写真（ネガ模様）。紙装。青色帯。177頁
  - 帯（表）に、「本討論は去る5月13日、東大教養学部において、駒場共闘“焚祭”委員会の主催によって行われたものであり、週刊誌場でその部分や断片が伝えられたものの完全収録である」とある。
  - 収録内容：
    - 〔1〕「討論 三島由紀夫vs.東大全共闘〈美と共同体と東大闘争〉」
    - 〔2〕「討論を終へて 砂漠の住民への論理的弔辞」（三島由紀夫）、「三島由紀夫と我々の立場」（全共闘H＝小阪修平）、「あるデマゴコスの敗北」（全共闘C＝芥正彦）、「時間持続と空間創出」（全共闘A＝木村修）
- 文庫版『美と共同体と東大闘争――討論 三島由紀夫vs.東大全共闘』（角川文庫、2000年7月25日）
  - 装幀：杉浦康平。カバーデザイン：緒方修一
  - 収録内容：単行本と同一内容。
  - ※ 奥付、本扉、表紙でのタイトル表記は『美と共同体と東大闘争』だが、カバー（表）では、『［討論］三島由紀夫vs.東大全共闘―美と共同体と東大闘争』となっている。
  - ※ 巻末に、「今日の人権擁護の見地に照らして、不適切と思われる箇所につきましては、著作権継承者の了解のもと、（中略）とさせていただきました」とあり。
- 『三島由紀夫vs東大全共闘―1969-2000』（藤原書店、2000年9月）
  - カバー：討論会風景写真。後記：芥正彦、木村修、小阪修平、橋爪大三郎、浅利誠、小松美彦
  - 収録内容：「美と共同体と東大闘争」「討論を終えて　砂漠の住民への論理的弔辞」（三島由紀夫）、「近代批判1 左右対立の彼岸」

### 全集収録
美と共同体と東大闘争
- 『決定版 三島由紀夫全集40巻・対談2』（新潮社、2004年7月10日）
  - 装幀：新潮社装幀室。装画：柄澤齊。四六判。貼函。布クロス装。丸背。箔押し2色。新仮名遣い。
  - 月報：堂本正樹「三島由紀夫の夢たち」。田中千世子「ドキュメンタリー映画『みやび 三島由紀夫』のこと」。［遠眼鏡の中のエロス3］田中美代子「ファリック・ナルシシズムの行方」
  - 収録作品：昭和43年4月から昭和46年1月までの対談、鼎談、座談およびティーチ・イン25篇。「私の文学を語る」（対：秋山駿）、「対談・人間と文学」（対：中村光夫）、「デカダンス意識と生死観」（対：埴谷雄高・村松剛）、「国家革新の原理――学生とのティーチ・イン」（一橋大学・早稲田大学・茨城大学）、「天に代わりて」（対：小汀利得）、「肉体の運動 精神の運動――芸術におけるモラルと技術」（対：石川淳）ほか、「三島由紀夫 最後の言葉」（対：古林尚）まで。

砂漠の住民への論理的弔辞
- 『三島由紀夫全集34巻（評論X）』（新潮社、1976年2月25日）
  - 装幀：杉山寧。四六判。背革紙継ぎ装。貼函。旧字・旧仮名遣い。
  - 月報：小賀正義「日本人対日本人」。阿部勉「三島隊長の『問題提起（日本国憲法）』」。《評伝・三島由紀夫34》佐伯彰一「三島由紀夫以前（その10）」。《三島由紀夫論9》田中美代子「隠された宇宙」
  - 収録作品：昭和44年2月から昭和46年11月の評論93篇。
  - ※ 同一内容で豪華限定版（装幀：杉山寧。総革装。天金。緑革貼函。段ボール夫婦外函。A5変型版。本文2色刷）が1,000部あり。
- 『決定版 三島由紀夫全集35巻・評論10』（新潮社、2003年10月10日）
  - 装幀：新潮社装幀室。装画：柄澤齊。四六判。貼函。布クロス装。丸背。箔押し2色。旧仮名遣い。
  - 月報：E・G・サイデンステッカー「鮮明な人物像」。浅田次郎「複雑な父」。［思想の航海術10］田中美代子「矢は引き絞られて」
  - 収録作品：昭和43年5月から昭和44年12月までの評論144篇。「文化防衛論」「若きサムラヒのための精神講話」「栄誉の絆でつなげ菊と刀」「私の自主防衛論」「篠山紀信論」「日本の歴史と文化と伝統に立つて」「東大を動物園にしろ」「自衛隊二分論」「日本文学小史」「行動学入門」「日本文化の深淵について」「日本とは何か」「『楯の会』のこと」ほか

## 音声資料
- 『特集・問われている大学教育』（朝日ソノラマ、1969年7月1日・7月号）
  - ソノシート両面
  - 収録内容：三島由紀夫と東大全共闘
  - ※ソノシート2枚中の〔2〕のA面の一部が三島関連。〔1〕の両面と〔2〕のA面は「問われている大学教育」、〔2〕のB面は「ニュース・ダイジェスト」収録。

## 映画化
- 『三島由紀夫vs東大全共闘 50年目の真実』（2020年3月20日公開）
  - 配給：ギャガ
  - 監督：豊島圭介。企画プロデュース：平野隆。プロデューサー：竹内明、刀根鉄太。音楽：遠藤浩二。ナビゲーター：東出昌大
  - 出演：三島由紀夫、芥正彦、木村修
橋爪大三郎、篠原裕、宮澤章友、原昭弘、椎根和、清水寛、小川邦雄、平野啓一郎、内田樹、小熊英二、瀬戸内寂聴